# Liste der Stolpersteine in Winnigstedt
Die Liste der Stolpersteine in Winnigstedt enthält die Stolpersteine, die vom Kölner Künstler Gunter Demnig in Winnigstedt verlegt wurden. Sie erinnern an das Schicksal der Menschen aus dieser Gemeinde, die von Nationalsozialisten ermordet, deportiert, vertrieben oder in den Suizid getrieben worden sind. Sie werden im Regelfall vor dem letzten selbstgewählten Wohnort des Opfers verlegt.
Die bisher einzige Verlegung erfolgte am 26. Februar 2009.

## Verlegte Stolpersteine
| Stolperstein | Inschrift                                                                                    | Verlegeort                                        | Name, Leben                                       |
| ------------ | -------------------------------------------------------------------------------------------- | ------------------------------------------------- | ------------------------------------------------- |
|              | HIER WOHNTE BERTHA LÖWENDORF GEB. EISENSTEIN JG. 1867 GEDEMÜTIGT / ENTRECHTET TOT 19.10.1938 | Leipziger Straße (ggü. Bahnhofstraße) Mattierzoll | Bertha Löwendorf, geborene Eisenstein (1867–1938) |
|              | HIER WOHNTE DIETRICH LÖWENDORF JG. 1859 DEPORTIERT 1943 THERESIENSTADT TOT 28.4.1943         | Leipziger Straße (ggü. Bahnhofstraße) Mattierzoll | Dietrich Löwendorf (1859–1943)                    |
|              | HIER WOHNTE PAULA LÖWENDORF VERH. LEVY JG. 1895 FLUCHT 1934 PALÄSTINA ÜBERLEBT               | Leipziger Straße (ggü. Bahnhofstraße) Mattierzoll | Paula Löwendorf, verheiratete Levy (1895–?)       |
|              | HIER WOHNTE WALTER LÖWENDORF JG. 1893 FLUCHT 1939 PALÄSTINA ÜBERLEBT                         | Leipziger Straße (ggü. Bahnhofstraße) Mattierzoll | Walter Löwendorf (1893–?)                         |

## Verlegedatum
- 26. Februar 2009